# Сарвасена II
Сарвасена II (д/н — 450/455) — магараджа Вацагулми в 415—450/455 роках.

## Життєпис
Син магараджи Праварасени II. Тривалий час його власне ім'я було невідомим, оскільки частина напису з Аджанти, де йшлося про Сарвасену, було пошкоджено. Лише подальші дослідження допомогли отримати втрачену інформацію.
Відомості про його панування обмежені. Ймовірно через малий вік спочатку керували регенти. Водночас продовжилася політика попередника щодо номінального визнання зверхності представників гілки Праварапура-Нандівархана. При цьому посилено зверхність над Кадамбою (зберігалася до кінця 430-х років).
У пізніших записах Вакатаки він описується як хороший правитель, головною турботоюякого було благополуччя його підданих, а не війна з сусідами.
Йому спадкував син Девасена.